# ريتشارد رايموند (عازف بيانو)
ريتشارد رايموند هو عازف بيانو كندي، ولد في 1965 في كامبلتون ‏ في كندا.

## وصلات خارجية
- ريتشارد رايموند على موقع ميوزك برينز (الإنجليزية)